# Список запусков к Луне в XX веке

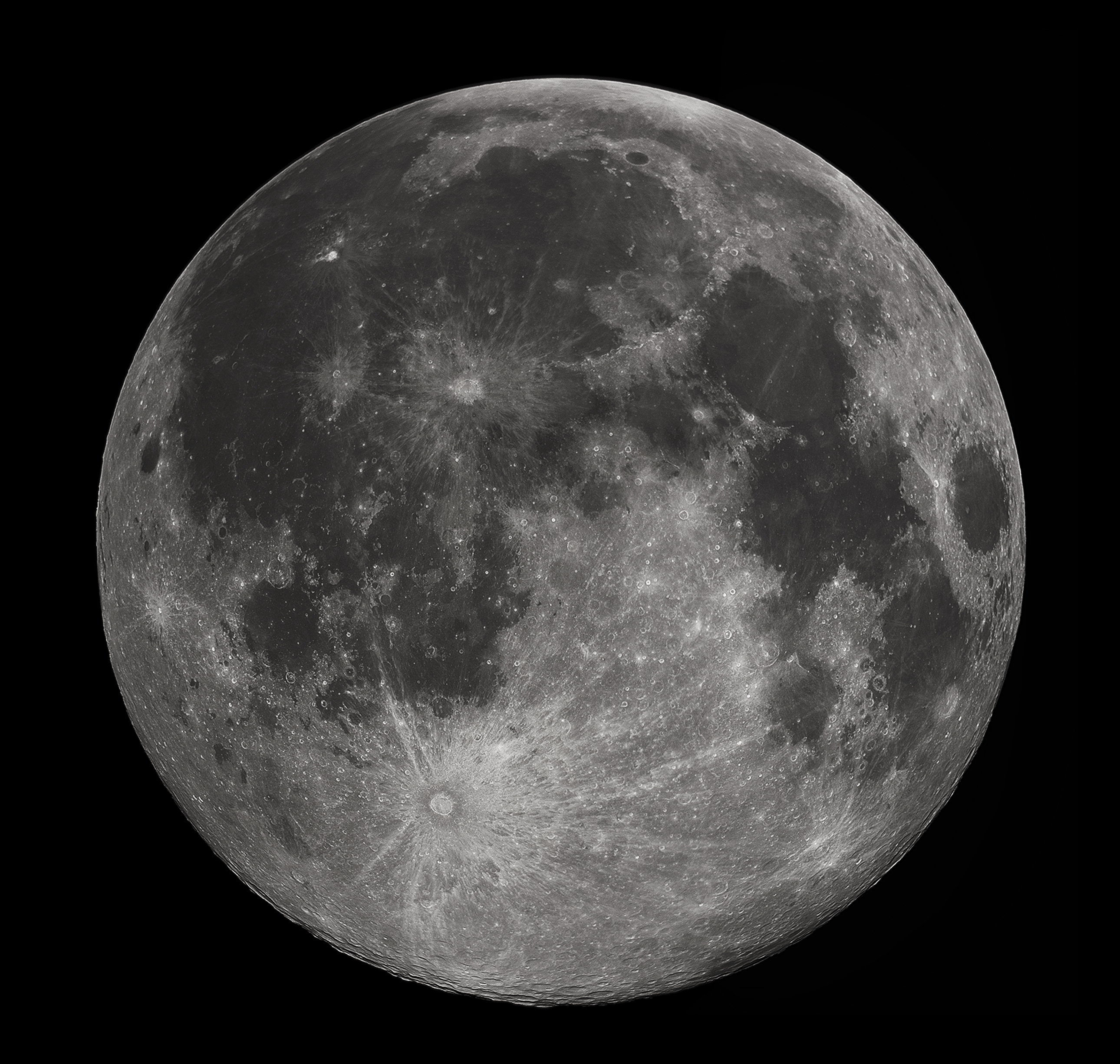
Полная Луна

Спи́сок за́пусков к Луне́ в XX ве́ке перечисляет запуски космических аппаратов с целью исследования Луны и окололунного пространства, а также запуски, которые ставили другие цели, но совершали пролёты Луны.
Луна является естественным спутником Земли и самым заметным астрономическим объектом на ночном небе, а потому была и остаётся постоянным объектом исследований учёных разных эпох и стран. Однако к 1957 году она была слабо изучена. Даже видимые с Земли 59 % поверхности были картированы недостаточно хорошо, а 41 % поверхности вообще не был доступен для изучения. С появлением ракетно-космических технологий возникла возможность непосредственного исследования Луны и окололунного пространства. Лидеры космической гонки XX века при первой возможности стали запускать космические аппараты в рамках своих программ исследования Луны. Соревнование США и СССР за право присвоить различные приоритеты в исследования Луны получило название «Лунная гонка» и часто рассматривается как самостоятельная часть истории космонавтики. Старт Лунной гонке был положен серией неудачных попыток обеих стран запустить автоматическую межпланетную станцию к Луне в 1958 году. В последующие годы Советскому Союзу удалось добиться ряда успехов в области автоматических аппаратов, а Соединённые Штаты Америки стали единоличными лидерами в пилотируемой программе. Окончание Лунной гонки приходится на советскую АМС «Луна-24», которая в 1976 году успешно доставила лунный грунт на Землю.
С развитием космических технологий Луна перестала быть только целью и стала использоваться как инструмент для совершения гравитационных манёвров, которые позволяли реализовывать другие космические программы. Первым таким аппаратом стал ISEE-3, который в 1983 году совершил пролёт Луны с целью изменения своей орбиты. В 1990 году была запущена японская АМС «Хитэн», ставшая первым не советским и не американским лунником. В 1998 году аварийный телекоммуникационный спутник AsiaSat-3 стал первым коммерческим аппаратом, достигшим окрестностей Луны.

## Список
В списке представлены запуски космических аппаратов, при которых ракета-носитель оторвалась от пусковой установки и ушла в самостоятельный полёт. Если отрыв от стартового сооружения не состоялся, то такие запуски в список не включены. К примеру, 4 сентября 1965 года была предпринята попытка запустить АМС «Луна-7» (Е-6 № 11), но ракета-носитель не стартовала и эта попытка в списке отсутствует.
| Цвет заливки выделенных запусков |
| --- |
| Аварийный запуск — запуск, в ходе которого космический аппарат был потерян при старте ракеты-носителя или не вышел за пределы околоземной орбиты                               |
| Частично успешный запуск — запуск, в ходе которого космический аппарат был выведен на орбиту, которая значительно отличалась от запланированной, но сам аппарат потерян не был |

### 1950-е годы
| Дата             | NSSDC ID  | SCN   | Наименования КА | Наименования КА                                                  | Ракета-носитель и страна изготовитель | Место старта         | Основная цель запуска                                          | Результат                                                                                    | Дата окончания миссии | Источник                 |
| ---------------- | --------- | ----- | --------------- | ---------------------------------------------------------------- | ------------------------------------- | -------------------- | -------------------------------------------------------------- | -------------------------------------------------------------------------------------------- | --------------------- | ------------------------ |
| 17 августа 1958  | —         | —     |                 | «Пионер-0» («Лунный зонд ВВС США» (англ. Air Force Lunar Probe)) | Тор-Эйбл-I                            | Мыс Канаверал SLC-17 | Выход на орбиту ИСЛ                                            | Авария ракеты-носителя                                                                       | 17 августа 1958       | [ 6 ] [ 7 ] [ 8 ] [ 9 ]  |
| 23 сентября 1958 | —         | —     |                 | «Луна-1А» (Е-1 № 1)                                              | «Луна»                                | Байконур пл. № 1     | Выход на орбиту ИСЛ                                            | Авария ракеты-носителя                                                                       | 23 сентября 1958      | [ 10 ] [ 7 ] [ 9 ]       |
| 11 октября 1958  | 1958-007A | 00110 |                 | «Пионер-1»                                                       | Тор-Эйбл-I                            | Мыс Канаверал SLC-17 | Выход на орбиту ИСЛ                                            | Недобор скорости и падение на Землю                                                          | 13 октября 1958       | [ 6 ] [ 7 ] [ 8 ] [ 9 ]  |
| 11 октября 1958  | —         | —     |                 | «Луна-1B» (Е-1 № 2)                                              | «Луна»                                | Байконур пл. № 1     | Выход на орбиту ИСЛ                                            | Авария ракеты-носителя                                                                       | 11 октября 1958       | [ 10 ] [ 7 ] [ 9 ]       |
| 08 ноября 1958   | —         | —     |                 | «Пионер-2»                                                       | Тор-Эйбл-I                            | Мыс Канаверал SLC-17 | Выход на орбиту ИСЛ                                            | Недобор скорости и падение на Землю                                                          | 08 ноября 1958        | [ 6 ] [ 7 ] [ 8 ] [ 9 ]  |
| 04 декабря 1958  | —         | —     |                 | «Луна-1C» (Е-1 № 3)                                              | «Луна»                                | Байконур пл. № 1     | Выход на орбиту ИСЛ                                            | Авария ракеты-носителя                                                                       | 11 октября 1958       | [ 10 ] [ 7 ] [ 9 ]       |
| 06 декабря 1958  | 1958-008A | 00111 |                 | «Пионер-3»                                                       | «Юнона-2»                             | Мыс Канаверал LC-5   | Выход на орбиту ИСЛ                                            | Недобор скорости и падение на Землю                                                          | 07 декабря 1958       | [ 6 ] [ 7 ] [ 8 ] [ 9 ]  |
| 02 января 1959   | 1959-012A | 00112 |                 | «Луна-1» (Е-1 № 4, «Мечта»)                                      | «Луна»                                | Байконур пл. № 1     | Попадание в Луну                                               | Пролёт на расстоянии около 5965 км от поверхности Луны и выход на гелиоцентрическую орбиту   | 05 октября 1959       | [ 10 ] [ 7 ] [ 8 ] [ 9 ] |
| 03 марта 1959    | 1959-013A | 00113 |                 | «Пионер-4»                                                       | «Юнона-2»                             | Мыс Канаверал LC-5   | Пролёт Луны и попадание в сферу радиусом 20 000 км вокруг Луны | Пролёт на расстоянии около 60 000 км от поверхности Луны и выход на гелиоцентрическую орбиту | 07 марта 1959         | [ 6 ] [ 7 ] [ 8 ]        |
| 18 июня 1959     | —         | —     |                 | «Луна-2A» (Е-1 № 5)                                              | «Луна»                                | Байконур пл. № 1     | Попадание в Луну                                               | Авария ракеты-носителя                                                                       | 18 июня 1959          | [ 10 ] [ 7 ] [ 9 ]       |
| 12 сентября 1959 | 1959-014A | 00114 |                 | «Луна-2» (Е-1А № 7)                                              | «Луна»                                | Байконур пл. № 1     | Попадание в Луну                                               | Первая станция, достигшая поверхности Луны                                                   | 13 сентября 1959      | [ 10 ] [ 8 ] [ 7 ] [ 9 ] |
| 24 сентября 1959 | —         | —     |                 | «Пионер П-1»                                                     | «Атлас-Эйбл» (Atlas-C)                | Мыс Канаверал LC-14  | Выход на орбиту Луны                                           | Авария ракеты-носителя                                                                       | 24 сентября 1959      | [ 6 ] [ 7 ] [ 9 ]        |
| 04 октября 1959  | 1959-008A | 00021 |                 | «Луна-3» (Е-2А № 1)                                              | «Луна»                                | Байконур пл. № 1     | Облёт и фотографирование обратной стороны Луны                 | Первые фотографии обратной стороны Луны                                                      | 22 октября 1959       | [ 10 ] [ 7 ] [ 8 ] [ 9 ] |
| 26 ноября 1959   | —         | —     |                 | «Пионер П-3»                                                     | «Атлас-Эйбл» (Atlas-D)                | Мыс Канаверал LC-14  | Выход на орбиту Луны                                           | Авария ракеты-носителя                                                                       | 24 сентября 1959      | [ 6 ] [ 7 ] [ 9 ]        |

### 1960-е годы
| Дата             | NSSDC ID  | SCN   | Наименования КА | Наименования КА                     | Ракета-носитель и страна изготовитель | Место старта         | Основная цель запуска                                                                | Результат                                                                                      | Дата окончания миссии | Источник                    |
| ---------------- | --------- | ----- | --------------- | ----------------------------------- | ------------------------------------- | -------------------- | ------------------------------------------------------------------------------------ | ---------------------------------------------------------------------------------------------- | --------------------- | --------------------------- |
| 15 апреля 1960   | —         | —     |                 | «Луна» (Е-3 № 1)                    | «Луна»                                | Байконур пл. № 1     | Облёт и фотографирование обратной стороны Луны                                       | Авария ракеты-носителя                                                                         | 15 апреля 1960        | [ 10 ] [ 7 ] [ 12 ]         |
| 19 апреля 1960   | —         | —     |                 | «Луна» (Е-3 № 2)                    | «Луна»                                | Байконур пл. № 1     | Облёт и фотографирование обратной стороны Луны                                       | Авария ракеты-носителя                                                                         | 19 апреля 1960        | [ 10 ] [ 7 ] [ 12 ]         |
| 25 сентября 1960 | —         | —     |                 | «Пионер П-30» (Pioneer Y)           | «Атлас-Эйбл» (Atlas-D)                | Мыс Канаверал LC-12  | Выход на орбиту Луны                                                                 | Авария ракеты-носителя                                                                         | 25 сентября 1960      | [ 6 ] [ 7 ] [ 8 ] [ 12 ]    |
| 15 декабря 1960  | —         | —     |                 | «Пионер P-31»                       | «Атлас-Эйбл» (Atlas-D)                | Мыс Канаверал LC-12  | Выход на орбиту Луны                                                                 | Авария ракеты-носителя                                                                         | 15 декабря 1960       | [ 6 ] [ 13 ] [ 8 ] [ 12 ]   |
| 25 марта 1961    | 1961-010A | 00098 |                 | «Эксплорер-10»                      | «Тор-Дельта» (Atlas-Agena B)          | Мыс Канаверал LC-17A | Выход на высоко эллиптическую орбиту, исследование пространства между Землёй и Луной | Вышел на заданную орбиту                                                                       | 29 марта 1961         | [ 12 ]                      |
| 23 августа 1961  | 1961-021A | 00173 |                 | «Рейнджер-1»                        | «Атлас-Аджена» (Atlas-Agena B)        | Мыс Канаверал LC-12  | Высокоэллиптическая околоземная орбита с пролётом Луны                               | Отказ двигателя второй ступени                                                                 | 30 августа 1961       | [ 13 ] [ 8 ] [ 12 ]         |
| 18 ноября 1961   | 1961-032A | 00206 |                 | «Рейнджер-2»                        | «Атлас-Аджена» (Atlas-Agena B)        | Мыс Канаверал LC-12  | Высокоэллиптическая околоземная орбита с пролётом Луны                               | Отказ двигателя второй ступени                                                                 | 20 ноября 1961        | [ 13 ] [ 8 ] [ 12 ]         |
| 26 января 1962   | 1962-001A | 00221 |                 | «Рейнджер-3»                        | «Атлас-Аджена» (Atlas-Agena B)        | Мыс Канаверал LC-12  | Попадание в Луну, телесъёмка и сброс капсулы на поверхность Луны                     | Ошибка двигателя второй ступени; выход на гелиоцентрическую орбиту                             | 02 февраля 1962       | [ 13 ] [ 8 ] [ 12 ]         |
| 23 апреля 1962   | 1962-012A | 00280 |                 | «Рейнджер-4»                        | «Атлас-Аджена» (Atlas-Agena B)        | Мыс Канаверал LC-12  | Попадание в Луну, телесъёмка и сброс капсулы на поверхность Луны                     | Отказ бортовой аппаратуры, падение на обратной стороне Луны                                    | 26 апреля 1962        | [ 13 ] [ 8 ] [ 12 ]         |
| 18 октября 1962  | 1962-055A | 00439 |                 | «Рейнджер-5»                        | «Атлас-Аджена» (Atlas-Agena B)        | Мыс Канаверал LC-12  | Попадание в Луну, телесъёмка и сброс капсулы на поверхность Луны                     | Ошибка бортовой системы электропитания; выход на гелиоцентрическую орбиту                      | конец октября 1962    | [ 13 ] [ 8 ] [ 12 ]         |
| 4 января 1963    | 1963-001A | 00521 |                 | «Луна-4C» (Е-6 № 2)                 | «Молния»                              | Байконур пл. № 1     | Мягкая посадка на Луну                                                               | Отказ разгонного блока; станция осталась на околоземной орбите                                 | 5 января 1963         | [ 14 ] [ 13 ] [ 8 ] [ 12 ]  |
| 3 февраля 1963   | —         | —     |                 | «Луна-4D» (Е-6 № 3)                 | «Молния»                              | Байконур пл. № 1     | Мягкая посадка на Луну                                                               | Отказ разгонного блока                                                                         | 3 февраля 1963        | [ 14 ] [ 13 ] [ 8 ] [ 12 ]  |
| 2 апреля 1963    | 1963-008B | 00566 |                 | «Луна-4» (Е-6 № 4)                  | «Молния»                              | Байконур пл. № 1     | Мягкая посадка на Луну                                                               | Отказ разгонного блока; пролёт мимо Луны                                                       | 14 июня 1963          | [ 14 ] [ 13 ] [ 8 ] [ 12 ]  |
| 30 января 1964   | 1964-001A | 00221 |                 | «Рейнджер-6»                        | «Атлас-Аджена» (Atlas-Agena B)        | Мыс Канаверал LC-12  | Попадание в Луну и фотосъёмка поверхности                                            | Отказ фотокамеры                                                                               | 2 февраля 1964        | [ 15 ] [ 8 ] [ 12 ]         |
| 21 марта 1964    | —         | —     |                 | «Луна Е-6 № 6»                      | «Молния»                              | Байконур пл. № 1     | Мягкая посадка на Луну                                                               | Авария ракеты-носителя                                                                         | 21 марта 1964         | [ 14 ] [ 15 ] [ 12 ]        |
| 20 апреля 1964   | —         | —     |                 | «Луна Е-6 № 5»                      | «Молния»                              | Байконур пл. № 1     | Мягкая посадка на Луну                                                               | Отказ разгонного блока; аппарат остался на орбите Земли                                        |                       | [ 14 ] [ 15 ] [ 12 ]        |
| 28 июля 1964     | 1962-001A | 00221 |                 | «Рейнджер-7»                        | «Атлас-Аджена» (Atlas-Agena B)        | Мыс Канаверал LC-12  | Попадание в Луну и фотосъёмка поверхности                                            | Успешное выполнение программы                                                                  | 31 июля 1964          | [ 15 ] [ 8 ] [ 12 ]         |
| 17 февраля 1965  | 1965-010A | 01086 |                 | «Рейнджер-8»                        | «Атлас-Аджена» (Atlas-Agena B)        | Мыс Канаверал LC-12  | Попадание в Луну и фотосъёмка поверхности                                            | Успешное выполнение программы                                                                  | 20 февраля 1964       | [ 15 ] [ 16 ] [ 12 ]        |
| 12 марта 1965    | 1965-018A | 01246 |                 | «Космос-60» (Е-6 № 9)               | «Молния»                              | Байконур пл. № 1     | Мягкая посадка на Луну                                                               | Отказ разгонного блока; аппарат остался на орбите Земли                                        | 17 марта 1965         | [ 14 ] [ 15 ] [ 17 ] [ 12 ] |
| 21 марта 1965    | 1965-023A | 01294 |                 | «Рейнджер-9»                        | «Атлас-Аджена» (Atlas-Agena B)        | Мыс Канаверал LC-12  | Попадание в Луну и фотосъёмка поверхности                                            | Успешное выполнение программы                                                                  | 24 марта 1965         | [ 15 ] [ 16 ] [ 12 ]        |
| 10 апреля 1965   | —         | —     |                 | «Луна Е-6 № 8»                      | «Молния»                              | Байконур пл. № 1     | Мягкая посадка на Луну                                                               | Отказ разгонного блока; аппарат остался на орбите Земли                                        | 10 апреля 1965        | [ 14 ] [ 15 ] [ 12 ]        |
| 9 мая 1965       | 1965-036A | 01366 |                 | «Луна-5»                            | «Молния»                              | Байконур пл. № 1     | Мягкая посадка на Луну                                                               | Разбился при прилунении                                                                        | 12 мая 1965           | [ 14 ] [ 15 ] [ 16 ] [ 12 ] |
| 8 июня 1965      | 1965-044A | 01393 |                 | «Луна-6»                            | «Молния»                              | Байконур пл. № 1     | Мягкая посадка на Луну                                                               | Отказ разгонного блока; пролёт мимо Луны                                                       |                       | [ 14 ] [ 15 ] [ 16 ] [ 12 ] |
| 18 июля 1965     | 1965-056A | 01454 |                 | «Зонд-3»                            | «Молния»                              | Байконур пл. № 1     | Проверка возможности дальней радиосвязи; фотографирование поверхности Луны           | Успешное фотографирование поверхности Луны; поддержание радиосвязи до расстояния 153,5 млн км  | 3 марта 1966          | [ 18 ] [ 15 ] [ 16 ] [ 12 ] |
| 4 октября 1965   | 1965-077A | 01610 |                 | «Луна-7»                            | «Молния»                              | Байконур пл. № 1     | Мягкая посадка на Луну                                                               | Разбился при прилунении                                                                        | 7 октября 1965        | [ 14 ] [ 15 ] [ 16 ] [ 12 ] |
| 3 декабря 1965   | 1965-099A | 01810 |                 | «Луна-8»                            | «Молния»                              | Байконур пл. № 1     | Мягкая посадка на Луну                                                               | Разбился при прилунении                                                                        | 6 декабря 1965        | [ 14 ] [ 15 ] [ 16 ] [ 12 ] |
| 31 января 1966   | 1966-006A | 01954 |                 | «Луна-9»                            | «Молния»                              | Байконур пл. № 1     | Мягкая посадка на Луну                                                               | Первая мягкая посадка на поверхность Луны                                                      | 6 февраля 1966        | [ 19 ] [ 20 ] [ 16 ] [ 12 ] |
| 31 января 1966   | 1966-006A | 01954 |                 | «Космос-111»                        | «Молния»                              | Байконур пл. № 1     | Выход на окололунную орбиту                                                          | Отказ разгонного блока; аппарат остался на орбите Земли                                        | 3 марта 1966          | [ 19 ] [ 20 ] [ 16 ] [ 12 ] |
| 31 марта 1966    | 1966-006A | 01954 |                 | «Луна-10»                           | «Молния»                              | Байконур пл. № 1     | Выход на окололунную орбиту                                                          | Успешное выполнение программы; первый искусственный спутник Луны                               | 30 мая 1966           | [ 19 ] [ 20 ] [ 16 ] [ 12 ] |
| 30 мая 1966      | 1966-045A | 02185 |                 | «Сервейер-1»                        | «Атлас-Центавр» (англ. Atlas-Centaur) | Мыс Канаверал LC-36A | Мягкая посадка на Луну                                                               | Успешное выполнение программы                                                                  | 09 января 1967        | [ 21 ] [ 20 ] [ 16 ] [ 12 ] |
| 1 июля 1966      | 1966-058A | 02258 |                 | «Эксплорер-33»                      | «Тор-Дельта»                          | Мыс Канаверал LC-17  | Выход на окололунную орбиту                                                          | Остался на орбите Земли                                                                        | 12 мая 1971           | [ 20 ] [ 16 ] [ 12 ]        |
| 10 августа 1966  | 1966-073A | 02394 |                 | «Лунар орбитер-1»                   | «Атлас-Аджена»                        | Мыс Канаверал LC-17  | Выход на окололунную орбиту; фотографирование поверхности Луны                       | Успешное выполнение программы                                                                  | 29 октября 1966       | [ 21 ] [ 20 ] [ 16 ] [ 12 ] |
| 24 августа 1966  | 1966-078A | 02406 |                 | «Луна-11»                           | «Молния»                              | Байконур пл. № 1     | Выход на окололунную орбиту; фотографирование поверхности Луны                       | Выход на окололунную орбиту; фотографирование не выполнено                                     | 1 октября 1966        | [ 19 ] [ 20 ] [ 16 ] [ 12 ] |
| 20 сентября 1966 | 1966-084A | 02425 |                 | «Сервейер-2»                        | «Атлас-Центавр» (англ. Atlas-Centaur) | Мыс Канаверал LC-36A | Мягкая посадка на Луну                                                               | Разбился при посадке                                                                           | 23 сентября 1966      | [ 21 ] [ 20 ] [ 16 ] [ 12 ] |
| 22 октября 1966  | 1966-094A | 02508 |                 | «Луна-12»                           | «Молния»                              | Байконур пл. № 1     | Выход на окололунную орбиту; фотографирование поверхности Луны                       | Успешное выполнение программы                                                                  | 19 января 1967        | [ 19 ] [ 20 ] [ 16 ] [ 12 ] |
| 6 ноября 1966    | 1966-100A | 02534 |                 | «Лунар орбитер-2»                   | «Атлас-Аджена»                        | Мыс Канаверал LC-17  | Выход на окололунную орбиту; фотографирование поверхности Луны                       | Успешное выполнение программы                                                                  | 11 октября 1967       | [ 21 ] [ 20 ] [ 16 ] [ 12 ] |
| 21 декабря 1966  | 1966-116A | 02626 |                 | «Луна-13»                           | «Молния»                              | Байконур пл. № 1     | Мягкая посадка на Луну                                                               | Успешное выполнение программы                                                                  | 28 декабря 1966       | [ 19 ] [ 20 ] [ 16 ] [ 12 ] |
| 5 февраля 1967   | 1967-008A | 02666 |                 | «Лунар орбитер-3»                   | «Атлас-Аджена»                        | Мыс Канаверал LC-13  | Выход на окололунную орбиту; фотографирование поверхности Луны                       | Успешное выполнение программы                                                                  | 11 октября 1967       | [ 21 ] [ 20 ] [ 16 ] [ 12 ] |
| 10 марта 1967    | 1967-021A | 02705 |                 | «Космос-146»                        | «Протон» +РБ Блок Д                   | Байконур пл. № 81    | Испытание РБ «Блок Д»; первый запуск прототипа лунного корабля «Союз 7К-Л1П»         | Выход за орбиту Луны                                                                           | 22 марта 1967         | [ 22 ] [ 20 ] [ 12 ]        |
| 8 апреля 1967    | 1967-032A | 02745 |                 | «Космос-154»                        | «Протон» +РБ Блок Д                   | Байконур пл. № 81    | Испытание РБ «Блок Д»; запуск прототипа лунного корабля «Союз 7К-Л1П»                | Отказ разгонного блока; аппарат остался на орбите Земли                                        | 10 апреля 1967        | [ 22 ] [ 20 ] [ 12 ]        |
| 17 апреля 1967   | 1967-035A | 02756 |                 | «Сервейер-3»                        | «Атлас-Центавр» (англ. Atlas-Centaur) | Мыс Канаверал LC-36B | Мягкая посадка на Луну                                                               | Успешное выполнение программы                                                                  | 3 мая 1967            | [ 21 ] [ 20 ] [ 16 ] [ 12 ] |
| 4 мая 1967       | 1967-041A | 02772 |                 | «Лунар орбитер-4»                   | «Атлас-Аджена»                        | Мыс Канаверал LC-13  | Выход на окололунную орбиту; фотографирование поверхности Луны                       | Успешное выполнение программы                                                                  | 24 июля 1967          | [ 21 ] [ 20 ] [ 16 ] [ 12 ] |
| 16 мая 1967      | 1967-046A | 02805 |                 | «Космос-159» (Е-6ЛС № 111)          | «Молния»                              | Байконур пл. № 1     | Отработка систем связи                                                               | Авария разгонного блока                                                                        | 11 ноября 1977        | [ 19 ] [ 20 ] [ 12 ]        |
| 14 июля 1967     | 1967-068A | 02756 |                 | «Сервейер-4»                        | «Атлас-Центавр» (англ. Atlas-Centaur) | Мыс Канаверал LC-36B | Мягкая посадка на Луну                                                               | Аппарат разбился при посадке                                                                   | 3 мая 1967            | [ 21 ] [ 20 ] [ 16 ] [ 12 ] |
| 19 июля 1967     | 1967-070A | 02884 |                 | «Эксплорер-35»                      | «Тор-Дельта»                          | Мыс Канаверал LC-17B | Выход на орбиту Луны                                                                 | Успешное выполнение программы                                                                  | 24 июня 1973          | [ 21 ] [ 20 ] [ 12 ]        |
| 1 августа 1967   | 1967-075A | 02907 |                 | «Лунар орбитер-5»                   | «Атлас-Аджена»                        | Мыс Канаверал LC-13  | Выход на окололунную орбиту; фотографирование поверхности Луны                       | Успешное выполнение программы                                                                  | 31 января 1968        | [ 21 ] [ 20 ] [ 16 ] [ 12 ] |
| 8 сентября 1967  | 1967-084A | 02937 |                 | «Сервейер-5»                        | «Атлас-Центавр» (англ. Atlas-Centaur) | Мыс Канаверал LC-36B | Мягкая посадка на Луну                                                               | Успешное выполнение программы                                                                  | 17 декабря 1967       | [ 21 ] [ 20 ] [ 16 ] [ 12 ] |
| 28 сентября 1967 | —         | —     |                 | «Зонд-4А» (7К-Л1 № 4)               | «Протон» +РБ Блок Д                   | Байконур пл. № 81    | Облёт Луны и возвращение на Землю                                                    | Авария ракеты-носителя; САС спасла спускаемый аппарат                                          | 28 сентября 1967      | [ 22 ] [ 24 ] [ 12 ]        |
| 7 ноября 1967    | 1967-112A | 03031 |                 | «Сервейер-6»                        | «Атлас-Центавр» (англ. Atlas-Centaur) | Мыс Канаверал LC-36B | Мягкая посадка на Луну                                                               | Успешное выполнение программы; первое перемещение по поверхности Луны                          | 14 декабря 1967       | [ 26 ] [ 24 ] [ 16 ] [ 12 ] |
| 22 ноября 1967   | —         | —     |                 | «Зонд-4Б» (7К-Л1 № 5)               | «Протон» +РБ Блок Д                   | Байконур пл. № 81    | Облёт Луны и возвращение на Землю                                                    | Авария ракеты-носителя; САС спасла спускаемый аппарат                                          | 28 сентября 1967      | [ 22 ] [ 24 ] [ 12 ]        |
| 7 января 1968    | 1967-112A | 03031 |                 | «Сервейер-7»                        | «Атлас-Центавр» (англ. Atlas-Centaur) | Мыс Канаверал LC-36A | Мягкая посадка на Луну                                                               | Успешное выполнение программы                                                                  | 20 февраля 1968       | [ 26 ] [ 24 ] [ 17 ] [ 12 ] |
| 7 февраля 1968   | —         | —     |                 | Е-6ЛС № 112                         | «Молния»                              | Байконур пл. № 1     | Отработка систем связи                                                               | Авария ракеты-носителя                                                                         | 7 февраля 1968        | [ 19 ] [ 24 ] [ 12 ]        |
| 7 апреля 1968    | 1968-027A | 03178 |                 | «Луна-14» (Е-6ЛС № 113)             | «Молния»                              | Байконур пл. № 1     | Отработка систем связи                                                               | Успешное выполнение программы                                                                  | 24 июня 1968          | [ 19 ] [ 24 ] [ 17 ] [ 12 ] |
| 2 марта 1968     | 1968-013A | 03134 |                 | «Зонд-4» (7К-Л1 № 7)                | «Протон» +РБ Блок Д                   | Байконур пл. № 81    | Облёт Луны и возвращение на Землю                                                    | Был взорван при посадке в нештатном районе                                                     | 9 марта 1968          | [ 22 ] [ 24 ] [ 17 ] [ 12 ] |
| 22 апреля 1968   | —         | —     |                 | «Зонд-5А» (7К-Л1 № 7)               | «Протон» +РБ Блок Д                   | Байконур пл. № 81    | Облёт Луны и возвращение на Землю                                                    | Авария ракеты-носителя; САС спасла спускаемый аппарат                                          | 22 апреля 1968        | [ 22 ] [ 24 ] [ 12 ]        |
| 14 сентября 1968 | 1968-076A | 03394 |                 | «Зонд-5» (7К-Л1 № 9)                | «Протон» +РБ Блок Д                   | Байконур пл. № 81    | Облёт Луны и возвращение на Землю                                                    | Успешное выполнение программы; первые живые существа достигли орбиты Луны и вернулись на Землю | 21 сентября 1968      | [ 27 ] [ 24 ] [ 17 ] [ 12 ] |
| 10 ноября 1968   | 1968-101A | 03535 |                 | Зонд-6 (7К-Л1 № 12)                 | «Протон» +РБ Блок Д                   | Байконур пл. № 81    | Облёт Луны и возвращение на Землю                                                    | Спускаемый аппарат разбился при приземлении                                                    | 17 ноября 1968        | [ 27 ] [ 24 ] [ 17 ] [ 12 ] |
| 21 декабря 1968  | 1968-118A | 03626 |                 | «Аполлон-8»                         | «Сатурн-5»                            | Мыс Канаверал LC-34  | Выход на орбиту Луны и возвращение на Землю                                          | Успешное выполнение программы; первый пилотируемый корабль, облетевший Луну                    | 27 декабря 1968       | [ 28 ] [ 17 ] [ 12 ]        |
| 20 января 1969   | —         | —     |                 | «Зонд-7А» (7К-Л1 № 12)              | «Протон» +РБ Блок Д                   | Байконур пл. № 81    | Облёт Луны и возвращение на Землю                                                    | Авария ракеты-носителя                                                                         | 20 января 1969        | [ 27 ] [ 24 ] [ 12 ]        |
| 19 февраля 1969  | —         | —     |                 | «Луноход-0» (Е-8 № 201, «Луна-15А») | «Протон» +РБ Блок Д                   | Байконур пл. № 81    | Посадка на поверхности Луны; доставка Лунохода                                       | Авария ракеты-носителя                                                                         | 19 февраля 1969       | [ 29 ] [ 24 ] [ 12 ]        |
| 21 февраля 1969  | —         | —     |                 | 7К-Л1С                              | «Н-1» (11А52)                         | Байконур пл. № 110   | Первый запуск ракеты-носителя «Н-1»                                                  | Авария ракеты-носителя                                                                         | 21 февраля 1969       | [ 27 ] [ 24 ] [ 12 ]        |
| 18 мая 1969      | 1969-043A | 03941 |                 | «Аполлон-10»                        | «Сатурн-5»                            | Мыс Канаверал LC-39B | Выход на окололунную орбиту и возвращение на Землю                                   | Успешное выполнение программы                                                                  | 26 мая 1969           | [ 30 ] [ 17 ] [ 12 ]        |
| 14 июня 1969     | —         | —     |                 | «Луна-15Б» (Е-8-5)                  | «Протон» +РБ Блок Д                   | Байконур пл. № 81    | Посадка на поверхности Луны; Доставка лунного грунта на Землю                        | Авария ракеты-носителя                                                                         | 14 июня 1969          | [ 29 ] [ 24 ] [ 12 ]        |
| 3 июля 1969      | —         | —     |                 | 7К-Л1С                              | «Н-1» (11А52)                         | Байконур пл. № 110   | Второй запуск ракеты-носителя «Н-1»                                                  | Авария ракеты-носителя                                                                         | 3 июля 1969           | [ 27 ] [ 24 ] [ 12 ]        |
| 13 июля 1969     | 1969-058A | 04036 |                 | «Луна-15» (Е-8-5)                   | «Протон» +РБ Блок Д                   | Байконур пл. № 81    | Посадка на поверхности Луны; Доставка лунного грунта на Землю                        | Потеря связи при прилунении                                                                    | 21 июля 1969          | [ 29 ] [ 24 ] [ 17 ] [ 12 ] |
| 16 июля 1969     | 1969-059A | 04039 |                 | «Аполлон-11»                        | «Сатурн-5»                            | Мыс Канаверал LC-39A | 1-я пилотируемая экспедиция на Луну                                                  | Успешное выполнение программы; первые люди на Луне                                             | 24 июля 1969          | [ 31 ] [ 17 ] [ 12 ]        |
| 7 августа 1969   | 1969-067A | 4062  |                 | «Зонд-7» (7К-Л1)                    | «Протон» +РБ Блок Д                   | Байконур пл. № 81    | Облёт Луны и возвращение на Землю                                                    | Успешное выполнение программы                                                                  | 14 августа 1969       | [ 27 ] [ 32 ] [ 17 ] [ 12 ] |
| 23 сентября 1969 | 1969-080A | 04104 |                 | «Космос-300» (Е-8-5)                | «Протон» +РБ Блок Д                   | Байконур пл. № 81    | Посадка на поверхности Луны; Доставка лунного грунта на Землю                        | Аппарат остался на околоземной орбите                                                          | 27 сентября 1969      | [ 29 ] [ 32 ] [ 17 ] [ 12 ] |
| 22 октября 1969  | 1969-092A | 04150 |                 | «Космос-305» (Е-8-5)                | «Протон» +РБ Блок Д                   | Байконур пл. № 81    | Посадка на поверхности Луны; Доставка лунного грунта на Землю                        | Авария разгонного блока                                                                        | 22 октября 1969       | [ 29 ] [ 32 ] [ 17 ] [ 12 ] |
| 14 ноября 1969   | 1969-099A | 04225 |                 | «Аполлон-12»                        | «Сатурн-5»                            | Мыс Канаверал LC-39A | 2-я пилотируемая экспедиция на Луну                                                  | Успешное выполнение программы                                                                  | 24 ноября 1969        | [ 31 ] [ 17 ] [ 12 ]        |

### 1970-е годы
| Дата             | NSSDC ID  | SCN   | Наименования КА | Наименования КА | Ракета-носитель и страна изготовитель | Место старта         | Основная цель запуска                                                                           | Результат                                                                                       | Дата окончания миссии | Источник                    |
| ---------------- | --------- | ----- | --------------- | --- | ------------------------------------- | -------------------- | ----------------------------------------------------------------------------------------------- | ----------------------------------------------------------------------------------------------- | --------------------- | --------------------------- |
| 6 февраля 1970   | —         | —     |                 | «Луна Е-8-5 № 405» (Е-8-5)                                                                                               | «Протон» +РБ Блок Д                   | Байконур пл. № 81    | Посадка на поверхности Луны; Доставка лунного грунта на Землю                                   | Авария ракеты-носителя                                                                          | 6 февраля 1970        | [ 32 ] [ 33 ] [ 34 ]        |
| 11 апреля 1970   | 1970-029A | 04371 |                 | «Аполлон-13» | «Сатурн-5»                            | Мыс Канаверал LC-39A | 3-я пилотируемая экспедиция на Луну                                                             | Авария служебного модуля; успешное спасение экипажа                                             | 17 апреля 1970        | [ 33 ] [ 17 ] [ 34 ]        |
| 12 сентября 1970 | 1970-072A | 04527 |                 | «Луна-16» (Е-8-5 № 406)                                                                                                  | «Протон» +РБ Блок Д                   | Байконур пл. № 81    | Посадка на поверхности Луны; Доставка лунного грунта на Землю                                   | Успешное выполнение программы; впервые автоматический аппарат доставил грунт с поверхности Луны | 24 сентября 1970      | [ 32 ] [ 33 ] [ 17 ] [ 34 ] |
| 20 октября 1970  | 1970-088A | 04591 |                 | «Зонд-8» (7К-Л1) | «Протон» +РБ Блок Д                   | Байконур пл. № 81    | Облёт Луны и возвращение на Землю                                                               | Успешное выполнение программы                                                                   | 27 октября 1970       | [ 27 ] [ 32 ] [ 17 ] [ 34 ] |
| 10 ноября 1970   | 1970-095A | 04691 |                 | «Луноход-1» (Е-8 № 203, «Луна-17»)                                                                                       | «Протон» +РБ Блок Д                   | Байконур пл. № 81    | Посадка на поверхности Луны; доставка Лунохода-1                                                | Успешное выполнение программы                                                                   | 17 ноября 1970        | [ 32 ] [ 33 ] [ 17 ] [ 34 ] |
| 31 января 1971   | 1971-008A | 04900 |                 | «Аполлон-14» | «Сатурн-5»                            | Мыс Канаверал LC-39A | 4-я пилотируемая экспедиция на Луну                                                             | Успешное выполнение программы                                                                   | 9 февраля 1971        | [ 35 ] [ 17 ] [ 34 ]        |
| 26 июля 1971     | 1971-063A | 05351 |                 | «Аполлон-15» | «Сатурн-5»                            | Мыс Канаверал LC-39A | 5-я пилотируемая экспедиция на Луну                                                             | Успешное выполнение программы                                                                   | 7 августа 1971        | [ 36 ] [ 17 ] [ 34 ]        |
| 2 сентября 1971  | 1971-073A | 05448 |                 | «Луна-18» (Е-8-5 № 407)                                                                                                  | «Протон» +РБ Блок Д                   | Байконур пл. № 81    | Посадка на поверхности Луны; Доставка лунного грунта на Землю                                   | Аппарат разбился при посадке на Луну                                                            | 11 сентября 1971      | [ 32 ] [ 36 ] [ 17 ] [ 34 ] |
| 28 сентября 1971 | 1971-082A | 05488 |                 | «Луна-19» (Е-8ЛС № 202)                                                                                                  | «Протон» +РБ Блок Д                   | Байконур пл. № 81    | Выход на окололунную орбиту для картографирования Луны и исследования окололунного пространства | Успешное выполнение программы                                                                   | 1 ноября 1972         | [ 32 ] [ 36 ] [ 17 ] [ 34 ] |
| 14 февраля 1972  | 1972-007A | 05835 |                 | «Луна-20» (Е-8-5 № 408)                                                                                                  | «Протон» +РБ Блок Д                   | Байконур пл. № 81    | Посадка на поверхности Луны; Доставка лунного грунта на Землю                                   | Успешное выполнение программы                                                                   | 23 февраля 1972       | [ 32 ] [ 37 ] [ 17 ] [ 34 ] |
| 16 апреля 1972   | 1972-031A | 06000 |                 | «Аполлон-16» | «Сатурн-5»                            | Мыс Канаверал LC-39A | 6-я пилотируемая экспедиция на Луну                                                             | Успешное выполнение программы                                                                   | 27 апреля 1972        | [ 37 ] [ 17 ] [ 38 ] [ 34 ] |
| 7 декабря 1972   | 1972-096A | 06300 |                 | «Аполлон-17» | «Сатурн-5»                            | Мыс Канаверал LC-39A | 7-я пилотируемая экспедиция на Луну                                                             | Успешное выполнение программы                                                                   | 19 декабря 1972       | [ 37 ] [ 17 ] [ 34 ]        |
| 8 января 1973    | 1973-001A | 06333 |                 | «Луноход-2» (Е-8 № 204, «Луна-21»)                                                                                       | «Протон» +РБ Блок Д                   | Байконур пл. № 81    | Посадка на поверхности Луны; доставка Лунохода-2                                                | Успешное выполнение программы                                                                   | 15 января 1973        | [ 39 ] [ 40 ] [ 38 ] [ 34 ] |
| 10 июня 1973     | 1973-039A | 06686 |                 | «Эксплорер-49» (Explorer-B, RAE-B)                                                                                       | «Дельта-1000» («Торад-Дельта»)        | Мыс Канаверал SLC-17 | Выход на окололунную орбиту                                                                     | Успешное выполнение программы                                                                   | 01 августа 1973       | [ 38 ] [ 34 ]               |
| 3 ноября 1973    | 1973-085A | 06919 |                 | «Маринер-10» | «Атлас—Центавр SLV-3D»                | Мыс Канаверал LC-36  | Исследование Меркурия; пролёт Луны и Венеры                                                     | Успешное выполнение программы                                                                   | 24 мая 1975           | [ 39 ] [ 40 ] [ 38 ] [ 42 ] |
| 29 мая 1974      | 1974-037A | 07315 |                 | «Луна-22» (Е-8 ЛС) | «Протон» +РБ Блок Д                   | Байконур пл. № 81    | Выход на окололунную орбиту для картографирования Луны и исследования окололунного пространства | Успешное выполнение программы                                                                   | ноябрь 1975           | [ 29 ] [ 40 ] [ 38 ] [ 34 ] |
| 28 октября 1974  | 1974-084A | 07491 |                 | «Луна-23» (Е-8-5М) | «Протон» +РБ Блок Д                   | Байконур пл. № 81    | Посадка на поверхности Луны; Доставка лунного грунта на Землю                                   | Аппарат опрокинулся при прилунении                                                              | 9 ноября 1974         | [ 22 ] [ 40 ] [ 38 ] [ 34 ] |
| 16 октября 1975  | —         | —     |                 | «Луна-24А» (Е-8-5М № 412)                                                                                                | «Протон» +РБ Блок Д                   | Байконур пл. № 81    | Посадка на поверхности Луны; Доставка лунного грунта на Землю                                   | Авария ракеты-носителя                                                                          |                       | [ 22 ] [ 43 ] [ 34 ]        |
| 9 августа 1976   | 1976-081A | 09272 |                 | «Луна-24» (Е-8-5М) № 413                                                                                                 | «Протон» +РБ Блок Д                   | Байконур пл. № 81    | Посадка на поверхности Луны; Доставка лунного грунта на Землю                                   | Успешное выполнение программы                                                                   | 22 августа 1976       | [ 22 ] [ 40 ] [ 43 ] [ 34 ] |
| 12 августа 1978  | 1978-079A | 11004 |                 | «Международный исследователь комет» (International Cometary Explorer (ICE), International Sun/Earth Explorer 3 (ISEE-3)) | «Дельта-2000» («Торад-Дельта»)        | Мыс Канаверал SLC-17 | Исследование солнечного ветра; гравитационные манёвры вокруг Луны в 1983 и 2014 годах           | Успешное выполнение программы                                                                   | 16 сентября 2014      | [ 44 ] [ 43 ] [ 34 ]        |

### 1980-е годы
В 1980-х годах XX столетия запусков к Луне не производилось. Однако в 1983 году в окрестностях Луны проводила гравитационный манёвр АМС «Международный исследователь комет» (англ. International Cometary Explorer, ICE) (известная так же под именами «Эксплорер-59», и англ. International Sun/Earth Explorer 3 (ISEE-3)), которая была запущена в космос 12 августа 1978 года.

### 1990-е годы
| Дата            | NSSDC ID  | SCN   | Наименования КА | Наименования КА                      | Ракета-носитель и страна изготовитель | Место старта         | Основная цель запуска | Результат                     | Дата окончания миссии                 | Источник             |
| --------------- | --------- | ----- | --------------- | ------------------------------------ | ------------------------------------- | -------------------- | --- | ----------------------------- | ------------------------------------- | -------------------- |
| 24 января 1990  | 1990-007A | 20448 |                 | «Хитэн» (ひてん, англ. Muses-A)      | M-3SII-5                              | Утиноура LP-M1       | Исследование Луны и окололунного пространства на высокоэллиптической орбите (1990—1991); гравитационные манёвры вокруг Луны (1991); выход на окололунную орбиту (1991) | Успешное выполнение программы | 10 апреля 1993                        | [ 46 ] [ 47 ] [ 45 ] |
| 24 июля 1992    | 1992-044A | 22049 |                 | Geotail                              | «Дельта-2»                            | Мыс Канаверал LC-17A | Изучение магнитосферы Земли | Успешное выполнение программы | 28 ноября 2022                        | [ 48 ]               |
| 25 января 1994  | 1994-004A | 22973 |                 | «Клементина»                         | «Титан-2 SLV»                         | Ванденберг SLC-4W    | Картографирование поверхности Луны | Успешное выполнение программы | 10 апреля 1995                        | [ 26 ] [ 47 ]        |
| 1 ноября 1994   | 1994-071A | 23333 |                 | GGS WIND                             | «Дельта-2»                            | Мыс Канаверал LC-17B | Исследование солнечного ветра; гравитационные манёвры в районе Луны для выхода в точку L1 системы Земля—Солнце                                                         | Действующая программа         | Действующий спутник                   | [ 47 ]               |
| 24 декабря 1997 | 1997-086A | 25126 |                 | / AsiaSat-3/ HGS-1 (PAS-22)          | «Протон-К»                            | Байконур пл. № 81    | Телекоммуникационный спутник; гравитационные манёвры в районе Луны для спасения — выхода на рабочую орбиту                                                             | Авария разгонного блока       | Действующий спутник                   | [ 49 ]               |
| 7 января 1998   | 1998-001A | 25131 |                 | Lunar Prospector                     | «Афина-2»                             | Мыс Канаверал LC-46  | Исследование Луны с окололунной орбиты | Успешное выполнение программы | 31 июля 1999                          | [ 26 ] [ 49 ]        |
| 3 июля 1998     | 1998-041A | 25383 |                 | «Нодзоми» (яп. のぞみ, англ. Nozomi) | «Мю-5»                                | Утиноура LP-M1       | Исследование Марса; гравитационные манёвры в районе Луны | Авария разгонного блока       | 9 декабря 2003 года прошёл мимо Марса | [ 50 ] [ 47 ]        |

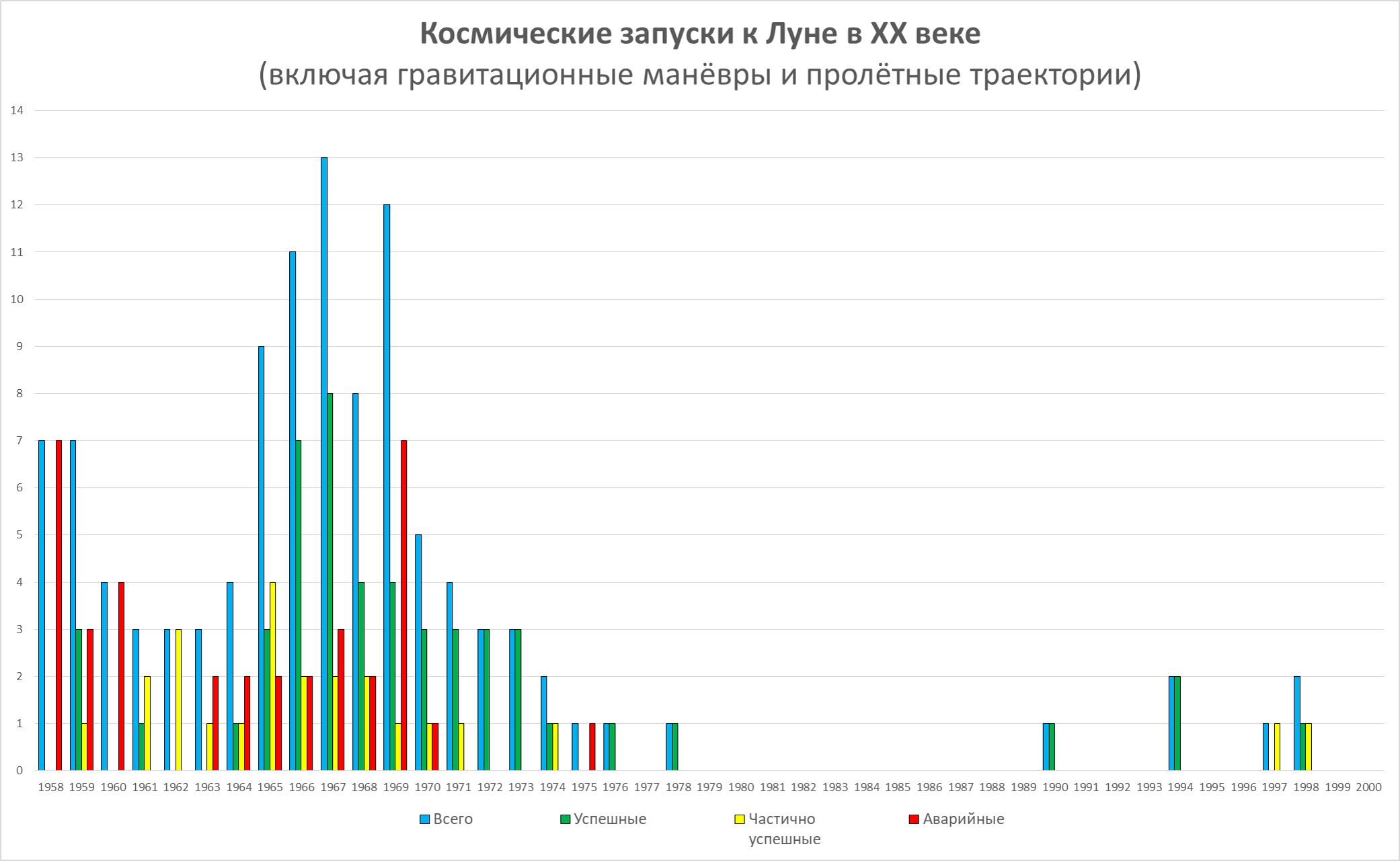
График запусков к Луне в XX веке по годам
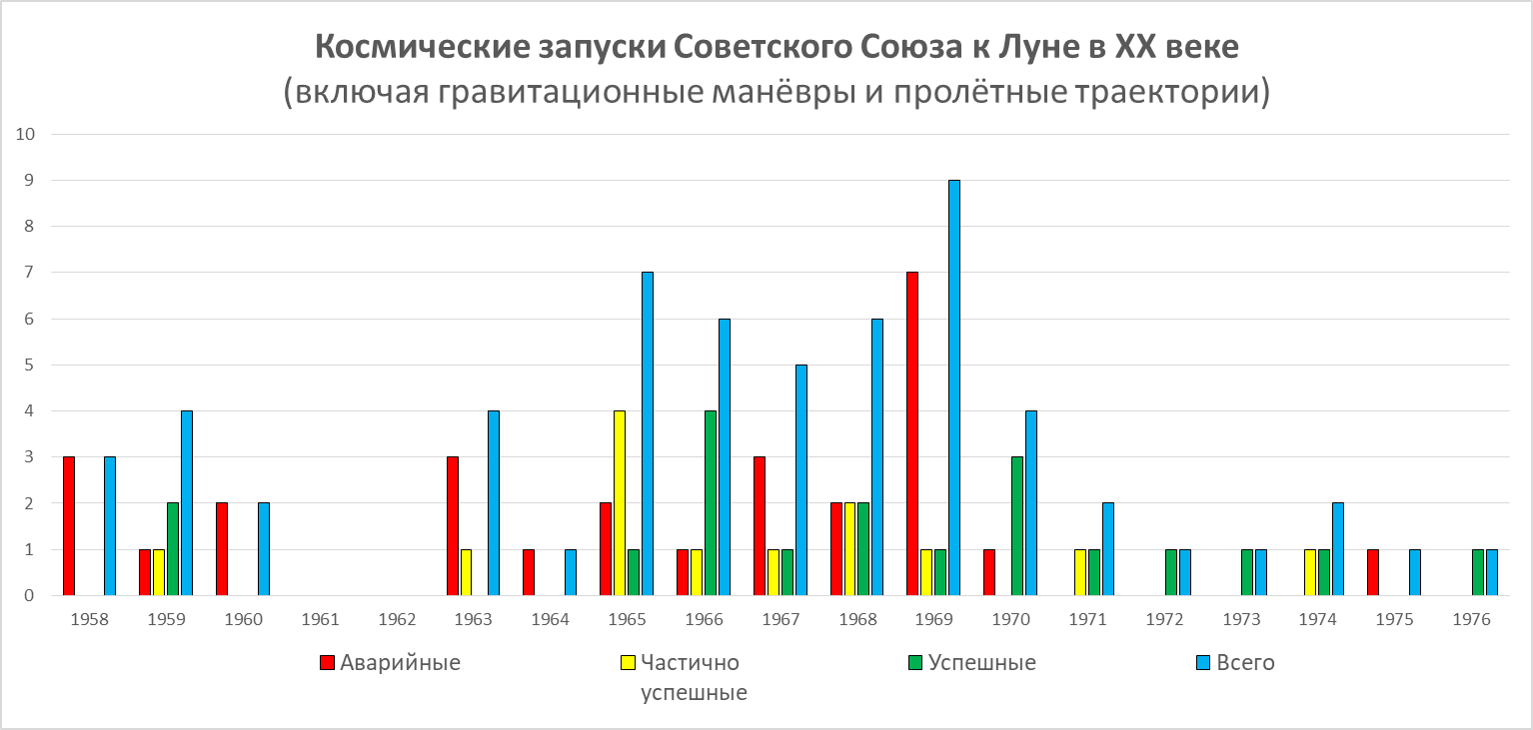
График запусков к Луне в XX веке, совершённых СССР
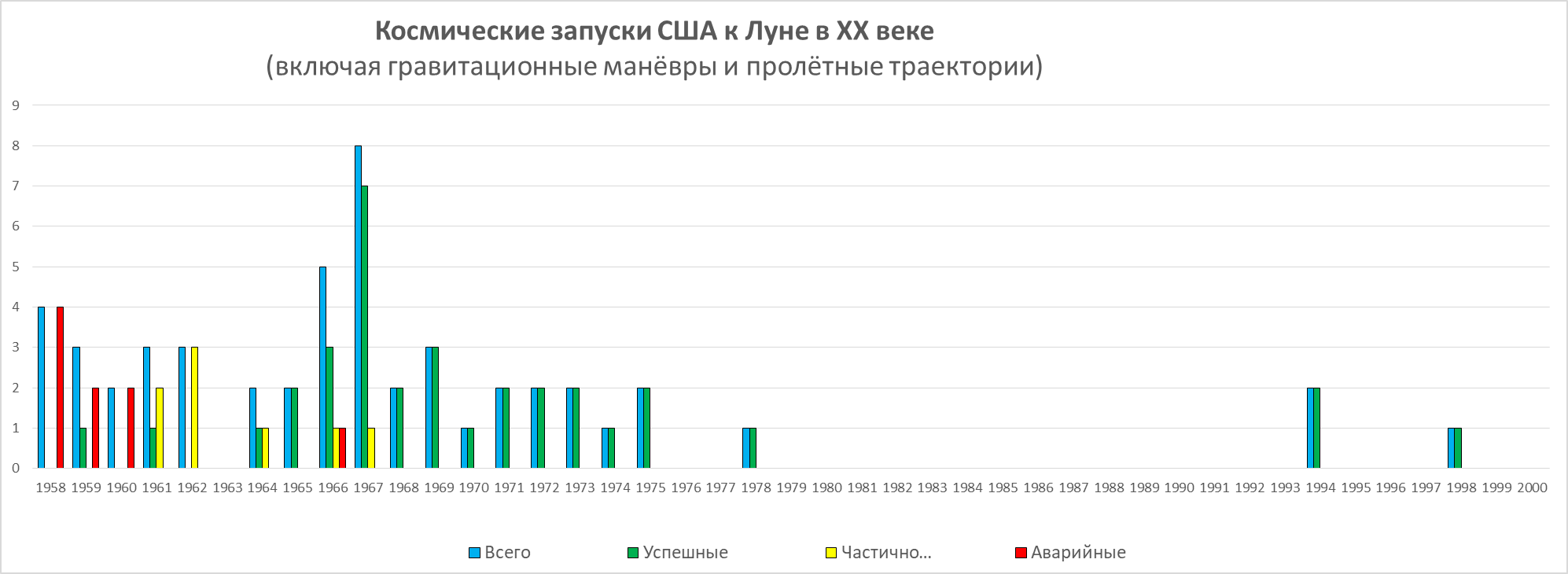
График запусков к Луне в XX веке, совершённых США
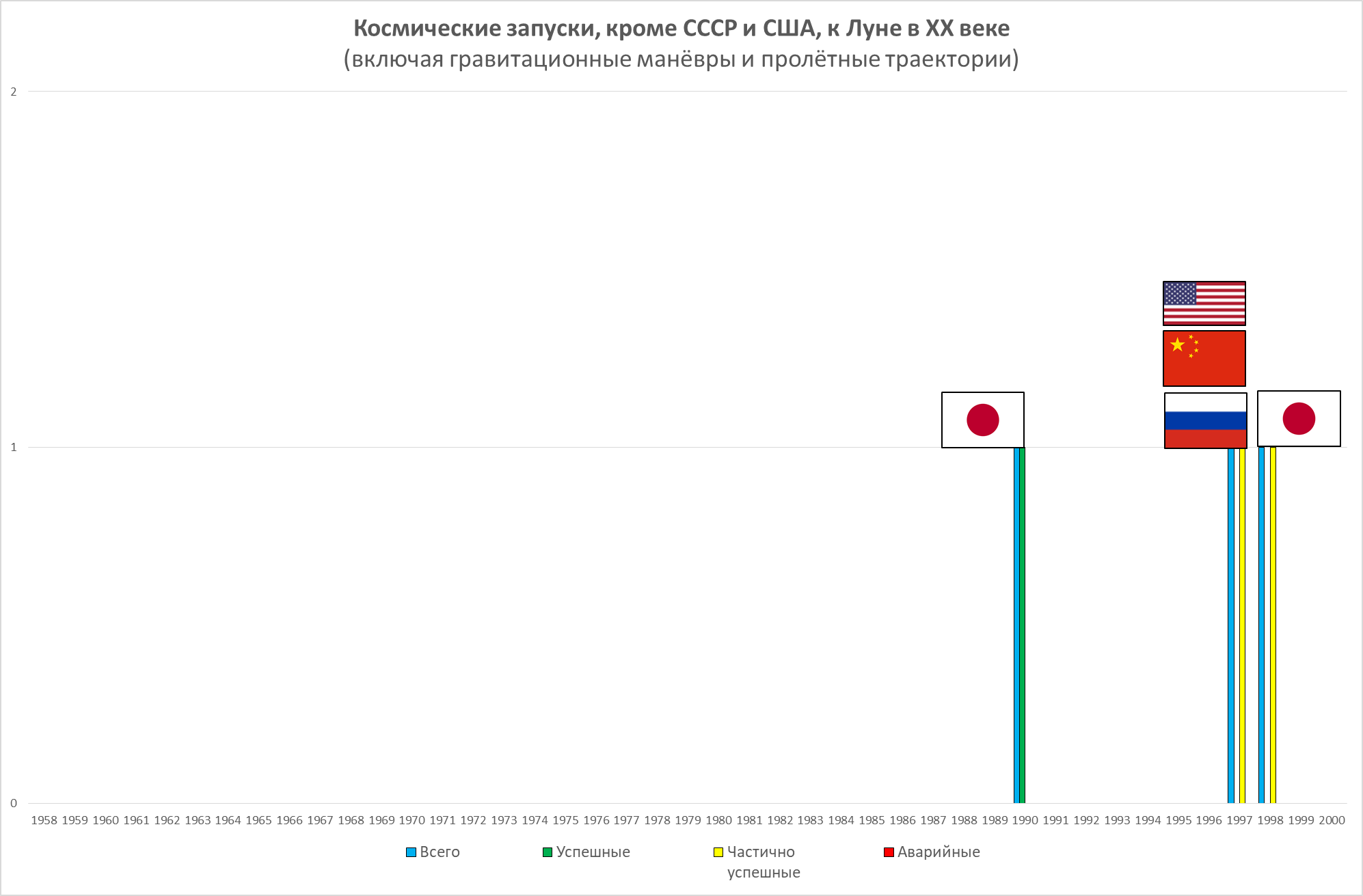
График запусков к Луне в XX веке, совершённых Японией и международные запуски
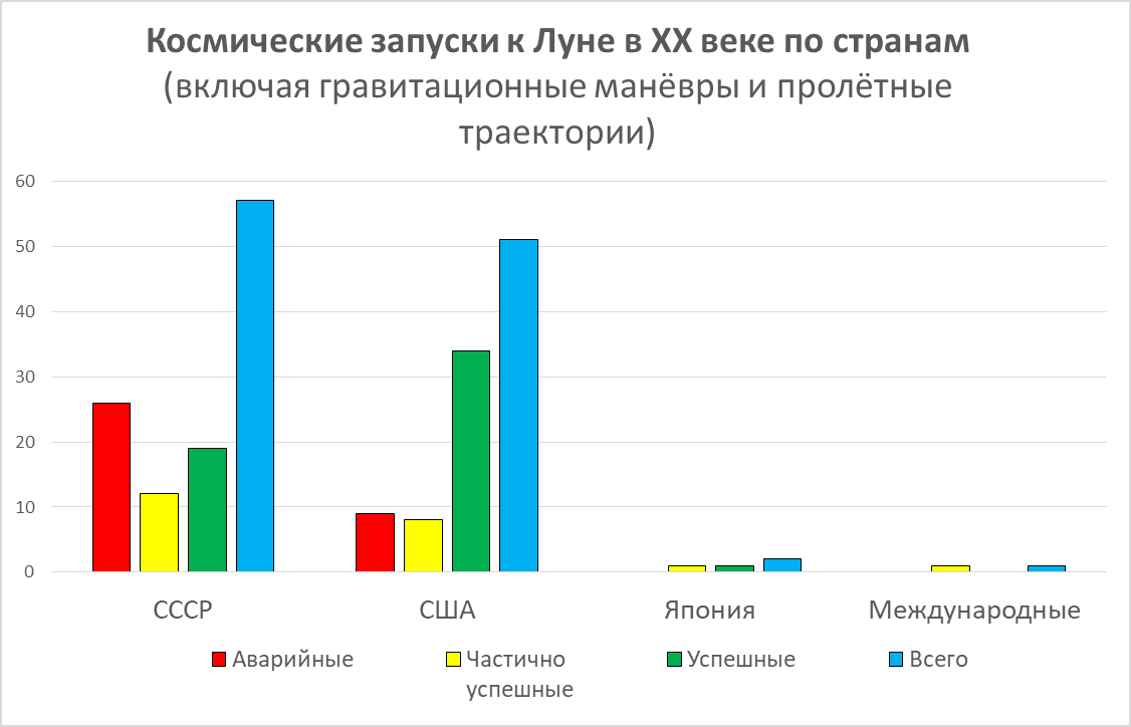
График запусков к Луне в XX веке по странам